# Limay (rzeka)
Limay (hiszp. río Limay) – rzeka w środkowej Argentynie, wyznaczająca granicę między prowincjami Neuquén i Río Negro, jedna z rzek źródłowych rzeki Negro.
Rzeka wypływa ze wschodniego skraju jeziora Nahuel Huapí, na wysokości 790 m n.p.m. Płynie w kierunku północno-wschodnim. W pobliżu miasta Neuquén łączy się z rzeką Neuquén, tworząc Negro. Długość rzeki wynosi 430 km, a powierzchnia dorzecza – 56 000 km².
Na rzece zbudowanych zostało pięć elektrowni wodnych (Alicurá, Piedra del Águila, Pichi Picún Leufú, El Chocón i Arroyito), o łącznej mocy blisko 5 GW. Nad rzeką znajduje się jedyny w Ameryce Południowej zakład produkcji ciężkiej wody.